# Адам Шаль
Адам Шаль (пол. Adam Szal; нар. 24 грудня 1953, Висока, Підкарпатське воєводство, Польща) — польський прелат. Ректор Вищої духовної семінарії в Перемишлі (1996—2001). Допоміжний єпископ архиєпархії Перемишля з 16 листопада 2000 по 30 квітня 2016 року. Архієпископ Перемишля з 30 квітня 2016.

## Біографія
Навчався у Вищій духовній семінарії в Перемишлі, після закінчення якої був висвячений 31 травня 1979 року в священика єпископом Ігнатієм Токарчуком. Продовжив навчання в Люблінському католицькому університеті, після закінчення якого здобув науковий ступінь доктора наук з історії Церкви. З 1996 по 2001 рік був ректором Вищої духовної семінарії в Перемишлі.
16 листопада 2000 Римський папа Іван Павло II призначив Адама Шаля титулярним єпископом Лавеллума і допоміжним єпископом єпархії Перемишля. 23 грудня 2000 відбулося висвячення Адама Шаля в єпископа, яке звершив архієпископ Перемишля Юзеф Міхалік в співслужінні з титулярним єпископом Гіру-Монса Стефаном Москвою і титулярним єпископом Помари Едвардом Еугеніушем Бялогловським.
30 квітня 2016 року Папою Франциском призначений архієпископом Перемишля.